# Брадавичеста свиня
Брадавичестата свиня (Phacochoerus africanus) е вид бозайник от семейство Свине, живеещ в голяма част от Африка.

## Външен вид
На външен вид брадавичестата свиня прилича на дива свиня с плоска и удължена глава. От района под очите до зурлата се спускат шест брадавици, които са симетрично разположени от двете страни. Кучешките зъби (глиги) достигат до 60 cm. Брадавиците представляват кожни образувания, заложени още в ембриона, и продължават да растат през целия живот. В тяхното устройство напълно липсва костна основа или мускулна тъкан.
Кожата е със сив цвят и по-тънка в сравнение с европейските видове свине. Това се дължи предимно на по-топлия климат в Африка. На врата и гърба си свинете имат грива, а опашката завършва с пискюл от косми. При опасност опашката се вдига нагоре. Възрастните женски достигат до 70 kg, а мъжките до 100 kg, височината при холката е 65 cm.

## Начин на живот
Брадавичестата свиня е социално животно, живеещо на групи. Тя е дневно животно, което в топлата част на деня почива на сянка в дупки или под дървета. През нощта се крият в скални цепнатини или изоставени термитници, с което се стремят да избегнат своите основни врагове лъвовете.

## Разпространение и подвидове
Брадавичестата свиня е разпространена в цяла Субсахарна Африка. Съществуват четири подвида:
- Phacochoerus africanus africanus
- Phacochoerus africanus aeliani
- Phacochoerus africanus massaicus
- Phacochoerus africanus sundevallii

Три от тях са широко разпространени. Единствено еритрейският подвид (Phacochoerus africanus aeliani) се намира под опасност от изчезване.

## Размножаване
Бременността продължава 5 – 6 месеца. Обикновено се раждат от 2 до 4 прасенца, но нерядко те могат да достигнат и до 8. Майката ги кърми до 3 – 4 месец след раждането, а половата зрялост настъпва на 18 – 24 месечна възраст. Дивите брадавичести свине могат да преживеят до 15 години, а в зоопарк до 18.